# 지디온
지디온(JiDion) 또는 지돈 아르마니 애덤스(Jidon Armani Adams, 2000년 12월 12일 ~ )는 온라인에서 지디온(JiDion)으로 알려진 미국의 유튜버이자 인터넷 방송인이다. 그는 처음에는 브이로그와 장난 위주의 유튜브 채널로 인정을 받았지만, 나중에는 스팅 작전을 통해 온라인 포식자를 잡는 데 초점을 맞추었다.

## 어린 시절
지돈 아르마니 애덤스는 2000년 12월 12일 휴스턴 대도시권의 한 동네인 텍사스주 클리어 레이크 시티에서 태어났다. 그는 클리어 레이크 고등학교에 다녔다.

## 경력
지디온은 2018년 7월 2일에 자신의 유튜브 채널을 개설하여, 처음에는 고등학교 시절에 촬영한 챌린지 영상과 브이로그를 올렸다. 그는 자신의 스타일을 다듬으면서 코미디 브이로그와 장난으로 초점을 바꾸었고, 이는 엄청난 성공을 가져왔다. 2021년 12월, 애덤스는 휴스턴의 한 경기에서 드마커스 커즌스에게 사인을 받으려고 시도했고, 이로 인해 도요타 센터 경비원이 그들의 상호작용을 막으려 했다. 커즌스는 경비원에게 "너무 진지하게 일을 한다"고 말하며 애덤스의 유니폼에 사인을 해주었다. 2022년 3월, 그는 코미디 비디오를 위해 하버드 대학교 생명 과학 강의를 침입했다.
2022년 1월, 애덤스는 트위치 스트리머 포키메인을 괴롭히고 시청자들이 그녀의 채팅에 "L + RATIO"를 스팸으로 도배하도록 유도했다는 비난을 받은 후 트위치에서 영구 정지당했다. 애덤스는 나중에 사과하고 포키메인과 화해했다. 2023년 4월, 애덤스는 알트테크 플랫폼 럼블과 파트너십을 맺었다고 발표했는데, 트위치 정지 기간 동안 그는 럼블에서만 라이브 스트림을 진행할 예정이었다. 2024년 5월 6일, 애덤스는 트위치가 자신의 채널 정지를 해제하고 복원했으며, 이 시점부터 트위치에서 다시 스트리밍을 시작했다고 발표했다.
2023년 9월, 애덤스는 기독교를 따르기 위해 장난 영상 제작을 중단할 것이라고 발표했다. 다음 달, 그는 보조 채널인 지데온(GiDeon)에서 기독교 콘텐츠를 만들기 시작했다. 그는 몇 달 후 자신의 메인 채널로 돌아왔고, JiDionPremium이라는 이름으로 트위치에서도 스트리밍을 한다. 애덤스는 자신의 메인 채널에서 EDP Watch라는 시리즈를 시작했는데, 이는 데이팅 앱에서 미성년자를 사칭하여 아동 포식자를 잡는 아마추어 스팅 작전이며, 이들은 경찰에 체포된다.

## 논란 및 장난
2021년 10월, 애덤스는 상의를 탈의한 채 베스트 바이에 들어갔다가 직원에게 쫓겨나는 영상을 업로드했다. 같은 날, 그는 자신을 쫓아낸 직원을 괴롭히기 위해 다른 상의를 탈의한 남자들을 대규모로 데리고 베스트 바이로 돌아왔다. 같은 달, 그는 윔블던 선수권 대회에서 야닉 시너와 노바크 조코비치의 8강전 도중 반복적으로 에어혼을 울리는 등 방해 행위로 인해 윔블던 출입이 금지되었다.
2022년 9월, 그는 2022년 US 오픈 남자 결승전 도중 이발을 한 후 경기장에서 쫓겨났다.
2023년 7월, 애덤스는 WNBA 경기에서 경기가 진행되는 동안 잠을 자는 장난을 친 후 모든 NBA 및 WNBA 행사에서 평생 출입 금지 처분을 받았다.

## 수상 및 후보
| 연도 | 시상식                  | 부문              | 결과 | Ref.   |
| ---- | ----------------------- | ----------------- | ---- | ------ |
| 2022 | 제12회 스트리미 어워드  | 올해의 크리에이터 | 후보 | [ 21 ] |
| 2023 | 제13회 스트리미 어워드  | 올해의 크리에이터 | 후보 | [ 22 ] |
| 2024 | 해리슨 아칸소 평화 대사 | 공공 서비스       | 수상 |        |